# Provincias de la República de las Dos Naciones

Provincias de la Mancomunidad de Polonia-Lituania.

División administrativa de Polonia en 1619.

La provincia (en polaco: prowincja, plural: prowincje) fue la subdivisión territorial más grande de la Polonia medieval y del Renacimiento, y más tarde de la Mancomunidad de Polonia-Lituania. El término designaba a cada una de los dos regiones constituyentes más grandes del estado: según el período, incluía la Gran Polonia, la Pequeña Polonia y (tras la formación de la Mancomunidad) el Gran Ducado de Lituania. La Prusia ducal a menudo se contaba como parte de la Gran Polonia; Livonia como parte del Gran Ducado de Lituania y los territorios rutenos se dividieron entre la Pequeña Polonia y el Gran Ducado.
La historia de estas provincias se remonta a la época de la fragmentación de Polonia (1138-1295): la Pequeña y la Gran Polonia eran dos provincias no contiguas heredadas por el rey Casimiro III al ascender al trono, y a las que había concedido estatutos especiales en 1347. Su origen se remonta al testamento del rey Boleslao III, que había dividido Polonia a su muerte en 1138 en varias provincias.
Aunque más grande que un voivodato (województwo), la prowincja era menos importante en términos de oficios y poder. En la mayoría de los aspectos, era simplemente una unidad titular de administración. El poder real residía en el voivodato y, en menor medida, en las ziemia (tierras).
El término polaco " prowincja " no se ha utilizado para denotar ninguna parte de la Polonia independiente desde la tercera partición de la Mancomunidad polaco-lituana (1795), a diferencia de "ziemia", que se ha seguido utilizando para ciertas áreas geográficas. Desde 1795, la palabra polaca "prowincja" se ha utilizado solo para ciertas unidades de administración impuestas desde el extranjero dentro de los territorios de la antigua Mancomunidad polaco-lituana.
Algunos textos (particularmente en inglés) a veces se refieren a los voivodatos de Polonia como provincias, lo que puede causar cierta confusión sobre si el texto se refiere a una prowincja o a una województwo. Esta confusión se puede evitar si se utiliza región (región de la Gran Polonia, región de la Pequeña Polonia, región de Lituania) como sustituto del antiguo término polaco prowincja.
En el momento de la Unión de Lublin en 1569, la Mancomunidad polaco-lituana tenía tres:
- La provincia de la Gran Polonia (prowincja wielkopolska), que comprendía la Gran Polonia propiamente dicha, la Prusia Real, Mazovia y los voivodatos de Łęczyca y Sieradz, siendo la capital provincial Poznan;
- la provincia de la Pequeña Polonia (prowincja małopolska), que comprendía la Pequeña Polonia propiamente dicha, Podlaquia, Rutenia, Volinia, Podolia, y los voivodatos de Kiev y el Czernihów, siendo la capital provincial Cracovia;
- la provincia de Lituania (prowincja litewska), que comprende la propia Lituania, Samogitia, Bielorrusia y el voivodato de Smolensk, siendo la capital provincial Vilna.